# Asystasia pinguifolia
Asystasia pinguifolia là một loài thực vật có hoa trong họ Ô rô. Loài này được T.J.Edwards mô tả khoa học đầu tiên năm 1987.